# Montealegre del Castillo
Montealegre del Castillo là một đô thị ở tỉnh Albacete nằm ở cộng đồng tự trị Castile-La Mancha của Tây Ban Nha. Đô thị có diện tích 177,79 kilômét vuông, dân số năm 2023 là 2040 người với mật độ 11,57 người/km².